# Wilhelm Grau (Ministerialdirektor)
Wilhelm Grau (* 1901; † 1975) war ein deutscher Ministerialbeamter zuletzt mit dem Rang eines Ministerialdirektors.

## Werdegang
Von 1920 bis 1925 studierte er Rechtswissenschaften in Tübingen, Berlin und München.
Nach Promotion war Grau von 1934 bis 1938 im Dienst des Württembergischen Innenministeriums. 1938 wechselte er in das Reichsministerium des Innern. Nach Ende des Zweiten Weltkriegs war er 1945 zunächst als Gutachter beim von der britischen und amerikanischen Besatzungsmacht betriebenen Ministerial Collecting Center in Hessisch-Lichtenau tätig, in dem Akten und Personalunterlagen vor allem der ehemaligen Reichsbehörden gesammelt wurden. Von 1945 bis 1947 war Grau bei der unter britischer Aufsicht arbeitenden Deutschen Planungsbehörde für Registrierung und Bestandsaufnahme der Bevölkerung in Bünde später in Hamburg tätig. Von 1947 bis 1949 arbeitete im Innenministerium des Landes Württemberg-Hohenzollern.
Nach Gründung der Bundesrepublik wechselte Grau 1949 als Ministerialrat in das Bundeskanzleramt und war dort Leiter des Referats 2 (Haushaltsreferat) und gleichzeitig der Referate 8 (Grundsatzfragen, Koordinierung und Kabinettssachen aus den Geschäftsbereichen des BMV, BMP; Rechnungshof, Bundesbahn, Bundespost) und 9 (Wissenschaftliche Forschung).
1955 folgte er dem Minister Franz Josef Strauß in das neue Bundesministerium für Atomfragen. Dort fungierte er unter anderem als Stellvertreter des Ministers. Im Dezember 1958 wurde er aus dem Bundesdienst freigestellt, weil Strauß ihn mit dem Ausbau der „Kernreaktor Bau- und Betriebsgesellschaft mbH“ in Karlsruhe (der Reaktorstation Karlsruhe)  zu einem Atom-Forschungszentrum, dem späteren Kernforschungszentrum Karlsruhe (KFK) beauftragt hatte. 1959 bis 1966 war Grau im Bundesministerium für Verkehr Leiter der Abteilung Binnenschiffahrt. 1966 trat er im Rang eines Ministerialdirektors in den Ruhestand.

## Ehrungen
- 1968: Großes Verdienstkreuz mit Stern der Bundesrepublik Deutschland